# هیروشی میائوچی
هیروشی میائوچی (انگلیسی: Hiroshi Miyauchi؛ زادهٔ ۱۴ ژوئن ۱۹۴۷) هنرپیشه، و خواننده اهل ژاپن است.